# 石山郡
石山郡，中国南北朝时设置的郡。
北周周孝闵帝元年（557年）以东遂宁郡改置石山郡, 属遂州，治所在方义县（今四川遂宁市）。境相当今四川省遂宁市、大英县、蓬溪县及重庆市潼南区等一带。下辖方义县。隋文帝开皇三年（583年）废石山郡，方义县直属遂州。